# 東京市電気局1653形電車
東京市電気局1653形電車（とうきょうしでんききょく1653がたでんしゃ）は、1919年に登場した東京市電気局（後の東京都交通局）の路面電車車両。

## 概要
大正初頭、第一次世界大戦勃発による大戦景気で東京市電の利用者は急増し、特に1916年以降は1日あたりの利用者数が毎年10万人ずつ増加するようになっていた。市電気局は1371形、1471形など11メートル級の中型ボギー車を増備し輸送力強化に努めたが、日々悪化する混雑を前にこれらの車両では輸送力が不足しているのは明らかであった。そこで車体を大型化して定員自体を増やすとともに、乗降口を増やすことで混雑緩和を図ったのが1653形である。
本車は路面電車としては日本初の3扉車で、またデッキの乗降口に扉を持つ東京市電初の密閉式車体でもあった。乗降口は中扉が両開き式、前後扉が2枚折戸。全長は13メートルに拡大され、定員は1471形の66人から76人に増えている。通称名は「ボギー車のホ」、「ベスチビュール(前面窓)のへ」、「中扉の中」からホヘ中形とされた。
台車は製造当初はブリル76E-1またはボールドウィン社製で、後年電気局が開発したD3、D4形に交換された。主電動機は出力37.2kWのものを2機搭載し、ゼネラル・エレクトリック社と東洋電機製造、三菱、芝浦製作所など国産品を使用した車両があった。集電装置はトロリーポールで、1471形以前は車体中央部に1ヶ所だけ設置されていたものが、1653形では前後に2組設置されていた。このほかにもロックフェンダーやストライカー式救助網、1471形では試験採用に終わった空気ブレーキを本格採用するなど、それまでの東京市電とは一線を画する革新的な車両であった。

## 沿革
1919年に電気局浜松町工場で1両試作したのを皮切りに、梅鉢鉄工所・天野工場に200両を発注し、1653 - 1853の合計201両が製造された。
しかし十分な試用期間を設けずに量産に踏み切ったため、実際に運行すると様々な問題が露呈した。重大なものとしては台枠強度の不足からくるデッキ部の垂下があり、市民や利用者にも一目でわかる程で「への字電車」とあだ名されていた。電気局では頻繁に補修を施したが、根本的な強度の改善にはいたらなかった。本格採用となった空気制動装置も圧縮空気の漏れなどで使用不能となる事例が続出、また大型車体が裏目となり、急曲線の多い東京市電ではほとんどの路線で運用できず、品川 - 浅草間など比較的線形のよい区間に限って使用された。
本車の特徴でもある中扉にも問題があり、ステップが狭い上に客室床面との段差が2段で800ミリ、路面とステップの段差も380ミリと大きいことから乗降に著しい不便があった。そこで1921年からドアの開閉に連動する折りたたみ式ステップが追加されたが、そもそも床が高いことが原因であるため効果は薄かった。むしろ入換作業中に職員が接触したり、停車前に開扉したことで連動して下りたステップが停留所にいた乗客の足を払い転倒させる事故が発生するなどで、20両に取り付けられただけで中止された。
結局電気局は、戦後恐慌で利用者の増加が落ち着いたこともあり1653形の増備を断念し、1921年からは1471形とほぼ同一設計の1854形を製造するようになった。1925年の改番では関東大震災と車庫火災による焼失車107両を除く94両が2600形に改番され、1931年6月に廃車された23両を最後に全車廃車となった。晩年は残存車が南千住車庫に集められ新橋 - 南千住間で使用されていた。